# Džemdet Nasr
Džemdet Nasr (arabsko جمدة نصر‎) je arheološko najdišče (tell) v iraškem governoratu Babil, najbolj znano po njem imenovanem džemdet-nasrskem zgodovinskem obdobju (3100-2900 pr. n. št.). 
Najdišče je prvi izkopaval Stephen Langdon leta 1926 in v veliki zgradbi  iz blatne opeka, v kateri naj bi bilo upravno središče mesta, odkril praklinopisne glinaste tablice. Druga sezona izkopavanj, ki je izredno slabo dokumentirana,  je bila leta 1928. V 1980. letih je najdišče raziskoval britanski arheolog Roger Matthews, ki je, med drugim, poskušal odkriti zgradbo, ki jo je izkopal Langdon. Njegove raziskave so pokazale, da je bi Džemdet Nasr  naseljen tudi v ubaidskem, uruškem in zgodnjem dinastičnem obdobju.